# Джон Темпл (суддя)
Сер Джон Темпл (1600 — 14 листопада 1677) був англо-ірландським юристом, придворним і політиком, який засідав у Палаті громад Ірландії в різний час між 1641 і 1677 роками та в Палаті громад Англії з 1646 по 1648. Він був Master of the Rolls в Ірландії.

## Освіта
Темпл народився в Ірландії, син сера Вільяма Темпла, ректора Триніті-коледжу Дубліна, та його дружини Марти Гаррісон, доньки Роберта Гаррісона з Дербіширу. Він здобув освіту в Трініті-коледжі Дубліна і деякий час подорожував за кордоном. Після повернення він вступив на особисту службу до Карла I і був посвячений у лицарі.

## Юридична кар'єра
Темпл повернувся до Ірландії і 31 січня 1640 року став наступником сера Крістофера Вандесфорда на посаді магістра в Ірландії та був прийнятий до Таємної ради Ірландії. Коли в жовтні спалахнуло Ірландське повстання 1641 року, він служив уряду у забезпеченні міста провізією. 23 липня 1642 року його обрали членом Палати громад Ірландії від графства Міт, яке описується як Баллікрат, графство Карлоу. Він підтримував переважно парламентську сторону, і в серпні 1643 року його відсторонили від посади лорди-судді сер Джон Борлейс і сер Генрі Тічборн, які діяли за вказівками короля Чарльза. Темпл був ув'язнений у Дублінському замку разом із сером Вільямом Парсонсом, сером Адамом Лофтусом і сером Робертом Мередітом. Основне звинувачення проти нього полягало в тому, що він написав у травні та червні два скандальних листи проти короля, в яких йшлося, що король надавав перевагу повстанцям.
Після річного ув'язнення його обміняли, і в 1645 році він був обраний членом парламенту від Чичестера в Довгому парламенті Палати громад Англії — як компенсація за жорстоке поводження, якого він зазнав. Він отримав особливу подяку за послуги, які він надав інтересам Англії в Ірландії на початку повстання.